# Jerchel (Gardelegen)
Jerchel ist ein Ortsteil der Hansestadt Gardelegen im Altmarkkreis Salzwedel in Sachsen-Anhalt.

## Geografie
Jerchel, ein erweitertes Rundplatzdorf mit Kirche, liegt etwa zehn Kilometer südwestlich der Stadt Gardelegen und etwa zehn Kilometer nördlich von Calvörde zwischen der Colbitz-Letzlinger Heide und dem Naturpark Drömling. Im Süden fließen der Grenzgraben und der Brückengraben in die Wanneweh.
Nachbarorte sind Sachau im Osten, Sylpke und Solpke im Nordwesten, Weteritz im Norden, Potzehne im Südosten und Jeseritz im Südwesten.

## Geschichte

### Mittelalter bis Neuzeit
Jerchel war ursprünglich ein Rundplatzdorf (Rundling), wie aus dem Urmesstischblatt von 1823 hervorgeht. Es wurde nach dem Dorfbrand von 1823 wesentlich verändert.
Die erste urkundliche Erwähnung aus dem Jahre 1417 berichtet von Viehdiebstählen: genommen II rinder vor dem dorfe gherchel und vor dem dorfe gerchel genommen eyn rint. Der Bericht ist in einer Klageschrift und Schadensrechnung des Markgrafen Friedrich von Brandenburg vom 24. Mai 1420 gegen den Magdeburger Erzbischof Günther wegen der Landesbeschädigungen durch den Erzbischof und dessen Untertanen zu finden. Weitere Nennungen sind 1473 Gerchel, 1687 Gerchell, 1804 heißt es Gerchel siehe Jerchel.
Auf der Top50-Karte von 2003 waren noch die beiden Wohnplätze Lunau im Osten und Haagen im Süden des Dorfes eingezeichnet sowie eine 6 Kilometer südöstlich gelegene nicht mehr bewohnte Exklave Jerchel am Hauptvorflutgraben, die ehemalige Kolonie Jerchel.

### Eingemeindung
Ursprünglich gehörte das Dorf zum Salzwedelischen Kreis der Mark Brandenburg in der Altmark. Zwischen 1807 und 1810 lag es im Landkanton Gardelegen auf dem Territorium des napoleonischen Königreichs Westphalen. Ab 1816 gehörte die Gemeinde zum Kreis Gardelegen, dem späteren Landkreis Gardelegen.
Ab dem 25. August 1952 gehörte die Gemeinde Jeggau zum Kreis Gardelegen. Am 1. Juli 1994 wurde die Gemeinde in den Altmarkkreis Salzwedel umgegliedert.
Die Gemeinde Jerchel wurde zum 1. Januar 2011 per Landesgesetz in die Hansestadt Gardelegen eingemeindet.

### Einwohnerentwicklung
| Jahr | Einwohner |
| ---- | --------- |
| 1734 | 092       |
| 1774 | 164       |
| 1789 | 173       |
| 1798 | 172       |
| 1801 | 167       |
| 1818 | 121       |

| Jahr | Einwohner |
| ---- | --------- |
| 1840 | 295       |
| 1864 | 385       |
| 1871 | 361       |
| 1885 | 350       |
| 1892 | [0]331    |
| 1895 | 320       |

| Jahr | Einwohner |
| ---- | --------- |
| 1900 | [0]358    |
| 1905 | 365       |
| 1910 | [0]408    |
| 1925 | 378       |
| 1939 | 391       |
| 1946 | 561       |

| Jahr | Einwohner |
| ---- | --------- |
| 1964 | 398       |
| 1971 | 361       |
| 1981 | 326       |
| 1993 | 299       |
| 2006 | 320       |
| 2012 | [00]302   |

| Jahr | Einwohner |
| ---- | --------- |
| 2017 | 317       |
| 2021 | [0]300    |
| 2022 | [0]306    |

Quelle, wenn nicht angegeben, bis 2006:

## Religion
Die evangelischen Christen der Kirchengemeinde Jerchel gehörten früher zur Pfarrei Berge. Am 15. April 1910 wurde in Solpke eine Pfarrei geschaffen, der die Kirchengemeinde Jerchel zugeordnet wurde. Heute wird die Kirchengemeinde Jerchel betreut vom Pfarrbereich Letzlingen im Kirchenkreis Salzwedel im Propstsprengel Stendal-Magdeburg der Evangelischen Kirche in Mitteldeutschland.
Die ältesten überlieferten Kirchenbücher für Jerchel stammen aus dem Jahre 1909.
Die katholischen Christen gehören zur Pfarrei St. Hildegard in Gardelegen im Dekanat Stendal im Bistum Magdeburg.

## Politik

### Bürgermeister
Der letzte Bürgermeister der Gemeinde Jerchel war Roger Schmid.
Eine Ortschaft mit einem Ortschaftsbürgermeister entstand nach der Eingemeindung nicht. Es ist stattdessen ein Mal im Jahr eine Bürgersprechstunde im Ortsteil vorgesehen.

### Wappen
Das Wappen wurde am 5. Mai 2003 durch das Regierungspräsidium Magdeburg genehmigt.
Blasonierung: „Gespalten von Grün und Gold; vorn am Spalt ein silbernes zwölfspeichiges Rad, hinten ein Wickenzweig mit 12 grünen Blättern und 12 blauen Blüten.“
Die Farben der früheren Gemeinde sind Grün-Gold (Gelb).
Der Ort Jerchel entstand durch Ansiedlung von 12 Bauern, die mit ihren Ackerwagen aus Tangermünde kommend, sich dort niedergelassen haben und den Ort gründeten. Das halbe zwölfspeichige Wagenrad ist als gemeine Figur ein Symbol für die 12 Ackerwagen der bäuerlichen Siedler. Nach historischen Überlieferungen stammt der Ortsname Jerchel von der mundartlichen Bezeichnung Gerkel für die in der Gegend häufig wachsende Ackerwicke, auch rauhaarige Wicke, genannt. Die Ackerpflanze verankert sich an ihrem Standort fest mit den sie umgebenden Pflanzen und ist daher in ländlichen Regionen ein Symbol für Bodenständigkeit und Verbundenheit mit der Heimat.
Das Wappen wurde vom Heraldiker Lutz Döring aus Erdeborn gestaltet.

### Flagge
Die Flagge der früheren Gemeinde ist Gelb - Grün (1:1) gestreift (Längsform: Streifen senkrecht verlaufend, Querform: Streifen waagerecht verlaufend) und mit dem mittig aufgelegten Gemeindewappen belegt.
Der Ortsteil Jerchel führt das Wappen und die Flagge heute weiter, so ist es in der Hauptsatzung von Gardelegen festgeschrieben.

## Kultur und Sehenswürdigkeiten
- Zu Pfingsten findet seit 1908 das Kränzchenreiten statt, eine früher in der Altmark weit verbreitete Tradition an der die Söhne und Großknechte der Bauern teilnahmen. Die Pferde wurden von den Bauern gestellt.[19]
- Die evangelische Dorfkirche Jerchel ist eine kleine verputzte Saalkirche mit einem quadratischen Fachwerkturm im Westen. Ihr Bau wurde im Jahre 1507 begonnen.[4] Der Schnitzaltar stammt aus dem Jahre 1516. In der Mitte steht Maria in einer Strahlen-Aureola mit zwei Engeln oben und unten. Das Christuskind liest in einem Buch. Neben Maria links und rechts befinden sich die zwölf Apostel. Die gemalte Predella enthält den gegeißelten Christus und links und rechts 4 Frauen.[20]
- In Jerchel steht vor der Kirche ein Denkmal für die Gefallenen des Ersten und Zweiten Weltkrieges, eine Stele aus rotem Granit.[21]